# Islas The Brothers
Las The Brothers (en maorí: Ngāwhatu-kai-ponu) son un grupo de pequeñas islas en el Estrecho de Cook, Nueva Zelanda, frente a la costa oriental de la isla de Arapaoa.
The Brothers forman dos pequeños grupos de islas, cada uno de los cuales contiene una isla principal y varios islotes. Las islas principales se llaman simplemente North Brother y South Brother. la South Brother es la más grande de las dos, con una superficie de 9,5 hectáreas, pero el North Brother, de 4 hectáreas, es ligeramente más elevada, con una altura de 66 metros, y está coronada por el faro de las islas The Brothers, construido en 1877. La mayoría de los islotes más pequeños se encuentran en un pequeño arco al sur de North Brother, y el más grande sólo tiene una hectárea de superficie.
El nombre maorí del grupo, Ngāwhatu-kai-ponu, significa literalmente "los ojos que presencian", y las islas se consideran tapu para los maoríes.
La isla de North Brother es un santuario para una subespecie rara de reptil, el tuatara de las islas The Brothers (Sphenodon punctatus guntheri), y es la localidad tipo de una especie rara de escarabajo, el escarabajo chasqueador del Estrecho de Cook (Amychus granulatus), aunque este último está posiblemente extinguido allí ahora.